# Sant Bartomeu (les Valls de Valira)
Sant Bartomeu és una serra situada al municipi de les Valls de Valira a la comarca de l'Alt Urgell, amb una elevació màxima de 2.070 metres.